# Металлургия (издательство)
Металлургия — советское и российское книжное издательство, существовавшее в качестве самостоятельного с 1939 по 2000 год. Специализировалось на издании литературы по чёрной и цветной металлургии.

## История
Издательство было основано в 1939 году в Москве под названием «Металлургиздат». В 1963 году было переименовано в издательство «Металлургия».
В советское время издательство входило в состав Государстввенного комитета Совета Министров СССР по делам издательств, полиграфии и книжной торговли. Основной функцией издательства был выпуск научно-технической, производственно-технической, справочной и учебной литературы по чёрной и цветной металлургии. Также издательство выпускало каталоги, плакаты, 7 журналов, включая «Сталь», «Цветные металлы».
В 1973 году издательство выпустило 207 книг общим тиражом 1,7 млн экземпляров.
В 2000 году издательство «Металлургия», наряду с другими государственными унитарными издательствами, вошло в состав издательства «Мир».